# Magleby (Stevns Kommune)
 For alternative betydninger, se Magleby. (Se også artikler, som begynder med Magleby)
Magleby er en landsby på det nordlige Stevns, Sydsjælland med 320 indbyggere  (2024). Magleby ligger i Magleby Stevns Sogn, to kilometer nord for Klippinge, fem kilometer øst for Strøby og 18 kilometer sydøst for Køge. Landsbyen tilhører Stevns Kommune og er beliggende i Region Sjælland.
I landsbyen findes Magleby Kirke.